# Laureano Staropoli
Laureano Staropoli (La Plata, 27 de fevereiro de 1993) é um lutador profissional de artes marciais mistas argentino que atualmente compete pelo UFC na categoria dos meio-médios.

## Vida pessoal
Laureano era policial militar na Argentina antes de se tornar lutador profissional.

## Carreira no MMA

### Ultimate Fighting Championship
Laureano Staropoli fez sua estreia no UFC em 17 de novembro de 2018 contra Héctor Aldana, no UFC Fight Night: Magny vs. Ponzinibbio. Ele venceu por decisão unânime.
Laureano enfrentou Thiago Alves em 11 de maio de 2019 no UFC 237: Namajunas vs. Andrade. Ele venceu por decisão unânime.
Ele enfrentou o russo Muslim Salikhov em 26 de outubro de 2019 no UFC Fight Night: Maia vs. Askren. Ele perdeu por decisão unânime.

## Cartel no MMA
| Cartel no MMA   |            |            |
| 14 lutas        | 9 vitórias | 5 derrotas |
| Por nocaute     | 5          | 1          |
| Por finalização | 2          | 0          |
| Por decisão     | 2          | 4          |

| Res.    | Cartel | Oponente                     | Método                       | Evento                                 | Data       | Round | Tempo | Local                   | Notas                       |
| ------- | ------ | ---------------------------- | ---------------------------- | -------------------------------------- | ---------- | ----- | ----- | ----------------------- | --------------------------- |
| Vitória | 10-5   | Jamie Pickett                | Decisão (unânime)            | UFC Fight Night: Costa vs. Vettori     | 23/10/2021 | 3     | 5:00  | Enterprise, Nevada      |                             |
| Derrota | 9-4    | Roman Dolidze                | Decisão (unânime)            | UFC Fight Night: Rozenstruik vs. Sakai | 05/06/2021 | 3     | 5:00  | Las Vegas, Nevada       |                             |
| Derrota | 9-3    | Tim Means                    | Decisão (unânime)            | UFC Fight Night: Lewis vs. Oleinik     | 08/08/2020 | 3     | 5:00  | Las Vegas, Nevada       | Staropoli não bateu o peso. |
| Derrota | 9–2    | Muslim Salikhov              | Decisão (unânime)            | UFC Fight Night: Maia vs. Askren       | 26/10/2019 | 3     | 5:00  | Kallang                 |                             |
| Vitória | 9–1    | Thiago Alves                 | Decisão (unânime)            | UFC 237: Namajunas vs. Andrade         | 11/05/2019 | 3     | 5:00  | Rio de Janeiro          |                             |
| Vitória | 8–1    | Hector Aldana                | Decisão (unânime)            | UFC Fight Night: Magny vs. Ponzinibbio | 17/11/2018 | 3     | 5:00  | Buenos Aires            | Estreia no UFC.             |
| Vitória | 7–1    | Carlos Alberto Bazan Rojas   | Nocaute técnico (socos)      | Combate Cotas MMA 3                    | 10/06/2017 | 2     | 3:00  | Santa Cruz de la Sierra |                             |
| Vitória | 6–1    | Sebastian Delgadillo         | Nocaute técnico (socos)      | Combate Cotas MMA 2                    | 11/06/2016 | 1     | 3:45  | Santa Cruz de la Sierra | Volta aos Meio Médios.      |
| Vitória | 5–1    | Sebastian Munoz              | Nocaute (socos)              | Espartaco MMA 2                        | 21/10/2015 | 1     | 3:30  | Buenos Aires            |                             |
| Vitória | 4–1    | Sebastian Munoz              | Finalização (kimura)         | Ultimatum MMA: 2K9 Unlimited           | 20/09/2015 | 2     | 3:0   | Buenos Aires            |                             |
| Vitória | 3–1    | Ezequiel Miranda             | Nocaute técnico (socos)      | Punishers 5                            | 17/05/2015 | 1     | 1:00  | Buenos Aires            | Estreia nos Médios.         |
| Derrota | 2–1    | Alejandro Ezequiel Coslovsky | Nocaute técnico (socos)      | Punishers 4                            | 21/09/2013 | 1     | 3:48  | Buenos Aires            |                             |
| Vitória | 2–0    | Adrian Mazza Miranda         | Nocaute técnico (socos)      | La Plata Fight Club                    | 17/08/2013 | 1     | 0:48  | Buenos Aires            |                             |
| Vitória | 1–0    | William Castro               | Finalização (chave de braço) | Tavares Combat 7                       | 27/07/2013 | 2     | 4:16  | Buenos Aires            |                             |